# Anna-Lena Laurén

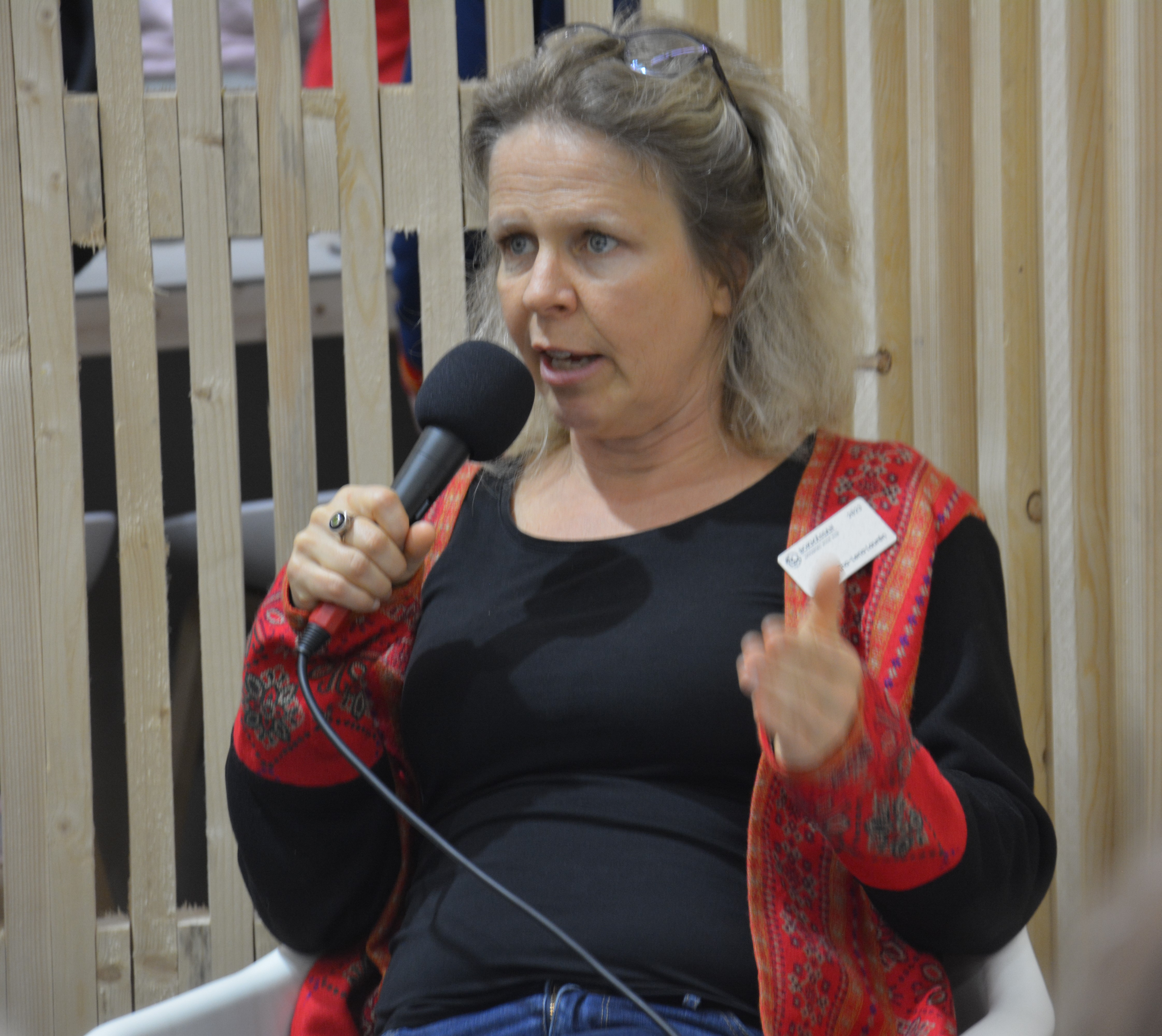
Anna-Lena Laurén på Bokmässan i Göteborg 2023

Anna-Lena Laurén, född 4 april 1976 i Pargas i Finland, är en finlandssvensk journalist och författare. Hon är bosatt i Berlin, men har arbetat som redaktör och korrespondent för nyhetsmedia i både Finland och Sverige. Hennes journalistiska värv har distinkt fokus på Ryssland, varifrån hon verkat som korrespondent för Hufvudstadsbladet och Dagens Nyheter. Laurén har skrivit flera böcker med östeuropeiska teman. För sina artiklar från Ryssland tilldelades hon priset som årets journalist i Finland 2020. 2021 utsågs hon av Journalisten till Årets stilist. 2022 tilldelades hon Jolopriset för sin journalistik. Hon har även varit nominerad till Stora Journalistpriset i kategorin Årets röst åren 2023 och 2021. År 2025 tilldelades Laurén Svenska kulturfondens stora pris.

## Biografi
Anna-Lena Laurén studerade statsvetenskap och ryska vid Åbo Akademi.
Som politisk korrespondent för Hufvudstadsbladet och Helsingforskorrespondent för Svenska Dagbladet utmärktes hon av ett personligt anslag och stort engagemang. Hon tilldelades 2003 det finlandssvenska publicistpriset Topeliuspriset, som yngsta journalist någonsin.
Åren 2006–2010 bodde hon i Moskva. Där arbetade hon som korrespondent för Finlands Rundradio och kolumnist, medarbetare eller korrespondent för Göteborgs-Posten, Hufvudstadsbladet, och Eskilstunakuriren. Hon skrev också tre böcker om Ryssland, Kaukasien och sitt liv i Ryssland. Efter hemkomsten återgick hon till sitt arbete på Hufvudstadsbladet som ledarskribent. Därefter återvände hon till Moskva, där hon efter oktober 2011 arbetade som Hufvudstadsbladets Rysslandskorrespondent. Mellan 2013 och 2015 var hon Svenska Dagbladets Rysslandskorrespondent, och från 2016 var hon Dagens Nyheters och Hufvudstadsbladets Rysslandskorrespondent.
2023 tvingades Anna-Lena Laurén lämna Ryssland eftersom hon liksom många andra journalister inte fick fortsatt visum där; i stället blev Laurén korrespondent i Ukraina. Efter ett år valde hon att lämna Ukraina för att flytta till Berlin med sin dotter. Från augusti 2024 arbetar Laurén som Tysklandskorrespondent för de Bonniertidningarna Dagens Nyheter och Hufvudstadsbladet.

## Priser och utmärkelser
- 2003 – Topeliuspriset, från Svenska folkskolans vänner (SFV) och Finlands svenska publicistförbund[16]
- 2009 – Svenska litteratursällskapet i Finland, Hedvig Lovisa Falckens testamentsfond
- 2009 – Vuoden matkakirja (Årets resebok) för I bergen finns inga herrar: Om Kaukasien och dess folk[16]
- 2010 – Statens pris för informationsspridning utdelat av Undervisnings- och kulturministeriet[16]
- 2012 – Vuoden Kellokas, utdelat av Naistoimittajat ry (Kvinnliga journalisters förening)[17]
- 2013 – Suomen Kuvalehtis journalistpris(fi), Suomen Kuvalehti[18]
- 2014 – Hugo Bergroth-priset, Hugo Bergroth-sällskapet[19]
- 2015 – Publicistklubbens pris Guldpennan, "För engagerande rapportering med lyskraft och språklig rikedom från ett minerat fält"[20]
- 2016 – Karin Gierows pris, Svenska Akademien
- 2020 – Årets journalist, Stora journalistpriset i Finland[21]
- 2020 – Årets stilist
- 2022 – Jolopriset
- 2022 – Tom Alandhs berättarpris
- 2023 – Selanderpriset[22]
- 2023 – Pennskaftspriset[23]
- 2023 – Anders Chydenius-medalj för arbetet för öppenhetsprincipen[24]
- 2023 – Per Wendel-priset[25]
- 2024 – hedersdoktor vid Södertörns högskola[26]
- 2024 – Ida Bäckmanns stipendium[27]
- 2025 – Svenska kulturfondens stora pris[9]